# Amena
Amena, cuya razón social era Retevisión Móvil, S.A., fue una empresa propiedad de France Télécom que prestaba servicios de telefonía móvil en España. Amena fue el tercer proveedor de telefonía móvil más grande de España detrás de Movistar y Vodafone.
En 2005, France Télécom compra el 80% de la operadora y en octubre de 2006 la compañía se fusiona con Wanadoo España, la marca de France Télécom de telefonía fija e Internet, creando Orange España.
En 2012, Orange España resucitó la marca Amena como una segunda marca del operador ofreciendo telefonía fija, telefonía móvil e Internet. En septiembre de 2021, la marca volvió a desaparecer en favor de la marca «Orange», tras una reestructuración de las marcas de la compañía.

## Historia

### Retevisión Móvil, S.A.
Los orígenes de Amena se remontan a 1998, cuando el Estado español concedió la tercera licencia para operar en el mercado de telefonía móvil a Retevisión. Anteriormente había concedido licencias a Telefónica Movistar y a Airtel.
Retevisión creó una empresa filial para operar su nueva cartera de servicios móviles, Retevisión Móvil, S.A., la cual comenzó a operar comercialmente el 15 de enero de 1999 bajo el nombre de Amena. 
Se otorgaron unos rasgos corporativos propios al nuevo operador. Se tomó el verde como color de bandera y el logotipo se diseñó de forma que fuera clara la relación con Retevisión, ya que la "e" se invirtió al igual que la del logo de su matriz, y también se anexionó al logotipo el iconograma de Retevisión: dos letras "e" enfrentadas. Para facilitar su comercialización entre el gran público, se añadió a la marca el claim "Retevisión móvil". 
Comenzó como una compañía con una imagen muy diferente a la de sus competidoras, dedicada únicamente al mercado de prepago, con terminales libres, la carencia de compromisos de permanencia, tarificación por segundos a partir del primer minuto completo, precios inferiores a los de sus competidoras, e incluso mayor cobertura, debido a que el Acuerdo de Suministro Provisional de Infraestructura de Red, impuesto por el Tribunal de Defensa de la Competencia, el cual le permitía operar en itinerancia nacional a través de las redes de sus dos competidoras. Este acuerdo se aplicó hasta noviembre de 2000, fecha en que se completó el despliegue de la red GSM en banda de 1800 MHz (DCS) que emplea la compañía. Fue la primera compañía en usar este tipo de red en España, pues Airtel y Movistar operaban en la banda de 900 MHz, aunque actualmente las tres compañías utilizan las dos bandas.
Unos años más tarde de comenzar con la iniciativa de vender terminales libres, dada la picaresca existente, y que hasta el 6% de los packs de prepago vendidos con terminales libres no llegaban a ser activados, sino que acababan revendidos en España o el extranjero, los terminales subvencionados por la compañía pasaron a estar bloqueados, como los de sus competidoras. Otras ventajas iniciales, como la tarificación por segundos para los clientes de prepago, fueron también desapareciendo gradualmente, aunque a los clientes anteriores se les respetaron las condiciones.
A mediados del año 2000, la empresa inició su oferta de contrato, en un principio con las mismas tarifas que en prepago, y posteriormente diferenciando los planes de precios.

### Grupo Amena Móvil Telecomunicaciones, S.L.
En 2002 Retevisión se fusionó por absorción con la empresa AunaCable. La marca Retevisión fue abandonada en favor de la marca del nuevo grupo, Auna.
Con el cambio de propietarios en su matriz, Amena cambió su denominación legal por la de "Grupo Amena Móvil Telecomunicaciones, S.L.". El logotipo de Amena también fue adecuado a este hecho, por lo que se eliminaron las referencias a Retevisión y se endorsó al logotipo de Amena el de Auna.

### Absorción de Amena por parte de France Télécom España
Hasta julio de 2005, Amena tenía dos accionistas, Caixa Catalunya con el 2.1% y el Grupo Auna con el 97.9%. A su vez. Auna estaba participada por las empresas eléctricas Endesa, Unión Fenosa, el Banco Santander Central Hispano, Caixa Catalunya y un grupo de cajas de ahorro. Los propietarios de Auna decidieron vender de forma independiente el negocio de telefonía fija y el de telefonía móvil a diferentes compradores. La telefonía fija fue vendida a la empresa madrileña "CableEuropa S.A.U", la cual tomó el nombre comercial de Ono; mientras que el 21 de julio de 2005 el operador semipúblico francés France Télécom, alcanzó un acuerdo para adquirir el 80% de la rama de telefonía móvil por 6.400 millones de euros, 3.400 en metálico y 3.000 mediante una ampliación de capital. Los antiguos accionistas de referencia se comprometieron a su vez a mantener durante al menos tres años entre el 20% y el 25% de la nueva empresa resultante, una vez se completara la fusión de Amena con el resto de actividades españolas del grupo France Télécom (la rama de Internet Wanadoo, el editor de guías comerciales Qdq media y el operador de telefonía fija Uni2).
Con fecha 29 de julio de 2005, los responsables de France Télécom indicaron que esperaban abandonar la marca Amena y lanzar su propia enseña en noviembre. Este proceso sería similar al que se produjo con la compra de Airtel por Vodafone. Sin embargo, el proceso se retrasó.
Unos meses después de la adquisición de Amena, France Télécom liquidó la empresa absorbida y cedió todo el patrimonio, clientes y empleados de esta a la filial del grupo en España. A finales de septiembre de 2006 tenía dos accionistas: France Télécom Operadores de Telecomunicaciones, S.A.. con el 99.3% y Caixa de Catalunya con el 0.7%.
Acorde a esta fusión de sus empresas, France Télécom abandonó sus dos marcas hasta ese día — Amena y Wanadoo — en favor de una marca que unificaría la actividad de sus dos predecesoras y que el grupo francés ya utilizaba a nivel mundial: Orange.

### Conflicto con Euskaltel
Desde sus inicios, Amena tenía un acuerdo con Euskaltel para comercializar sus productos en la comunidad autónoma del País Vasco a través de la empresa vasca.
Con el cambio de propietarios de Amena y posterior cambio de la marca a Orange, Euskaltel decidió poner fin a este acuerdo y convertirse en operador móvil virtual para vender sus productos de forma independiente. Hasta la ruptura de la alianza Amena-Euskaltel en septiembre de 2006, se habían conseguido 450.000 clientes en el País Vasco, con cuota de mercado del 27% en esa comunidad.
La ruptura del acuerdo supuso el inicio de una disputa comercial y legal entre Euskaltel y Orange España (la nueva propietaria de Amena) para quedarse con los clientes que se captaron durante la alianza entre las dos compañías. La empresa vasca sostenía que los consumidores que contrataron un servicio de telefonía lo hicieron con Euskaltel, compañía que custodiaba los contratos y los datos bancarios de los clientes, los cuales se negó a ceder a Orange España. Por su parte, esta sostenía que Euskaltel era un mero colaborador comercial que vendía los servicios de Amena en el País Vasco, y que quien ostentaba la licencia para operar y gestionaba las líneas y el servicio era Amena. De hecho, las tarjetas SIM de Euskaltel que se emitieron durante la alianza eran realmente tarjetas de Amena, por lo que las líneas telefónicas comprometidas sólo podían ser controladas por Orange España, y sin los datos de consumo de las líneas, Euskaltel no iba a poder realizar la facturación.
La disputa entre ambas compañías condujo a Orange España a llamar a los clientes afectados solicitándoles que se pasaran por sus tiendas con la finalidad de que éstos formalizaran contratos legales con ellos y así obtener los datos bancarios que Euskaltel se negaba a ceder. Por su parte, Euskaltel siguió la misma estrategia y comenzó a llamar a los clientes para instarles a cambiar de tarjeta SIM y de modo que así quedaran sus líneas en manos del operador vasco. Esto vino a ser conocido en la prensa como guerra telefónica o guerra naranja.
Finalmente la CMT decidió poner fin a la disputa por los clientes entre ambos operadores dejando que fuera cada cliente quién decidiera en que compañía quedarse, obligando a ambas compañías a ceder los datos de las líneas y a mantener todos los servicios y condiciones que tenían contratados hasta el momento.

## Amena como segunda marca de Orange España
El 7 de junio de 2012, Orange España anunció el lanzamiento de una segunda marca propia o marca blanca con el nombre de Amena, recuperando esta marca cinco años después. Así, Amena se convirtió desde el 29 de junio de 2012 en la marca de bajo coste de la compañía. Los motivos que llevaron al operador a resucitar esta enseña comercial fueron que usando una marca conocida e implantada previamente en la sociedad, no sería necesaria una gran inversión en publicidad, lo cual la hacía ideal para el público al que se dirigía. La marca renació recuperando sus rasgos más característicos como el uso del color verde.
Sin embargo, el logotipo se rediseñó usando una nueva tipografía. Además, al nuevo logotipo se le añadió el sufijo ".com", con la intención de remarcar que su ámbito de actuación está fuertemente enfocado al mundo de internet. En 2015 se eliminó el uso de este sufijo, con lo que la marca comercial volvió a ser "amena" a secas.
A pesar de que por su presentación pudiera parecer que se trataba de un operador móvil virtual, todos los servicios de la nueva Amena y la propia facturación estaban operados por Orange España, por lo que realmente a efectos prácticos Amena era simplemente un seudónimo bajo el cual la empresa ofrecía una parte de sus tarifas con precios ventajosos. Como contraprestación, los clientes con tarifas de «Amena» no disfrutaban de alguno de los servicios adicionales de «Orange» como el programa de puntos, las promociones temporales, los seguros para teléfonos móviles o, al principio, la presencia de tiendas físicas.
En septiembre de 2021, la marca volvió a desaparecer en favor de la marca «Orange», tras una reestructuración de las marcas de la compañía y migrando a todos los clientes a Orange.